# 东北鳖
东北鳖（学名：Pelodiscus maackii），一种分布于东北亚地区的爬行动物，隶属于鳖科鳖属。

## 分类地位
本种是德国博物学家约翰·弗里德里希·冯·勃兰特于黑龙江南段与乌苏里江地区调查时发现，因形态特征与中华鳖（Pelodiscus sinensis）极为相似，长期被视为中华鳖的同物异名。苏联学者维亚切斯拉夫·米哈伊洛维奇·奇克瓦泽（Вячеслав Михайлович Чхиквадзе）通过对比东北鳖与中华鳖头骨的形态学特征，认为本种是有效种。

## 形态特征
东北鳖幼体腹甲为橘红色。头骨扁平，上表面和矢状顶几乎为直线。背部最后一对肋板较窄，后缘平截，与背盘后缘间距（裙边）较大。甲長最長可達32.5cm。

## 保育狀況
其被列為《瀕危野生動植物種國際貿易公約》附錄二的物種，被限制出口及貿易。